# Дремайловка
Дрема́йловка (укр. Дрімайлівка) — село Куликовского района Черниговской области Украины, центр сельского совета. Население 543 человека.
Код КОАТУУ: 7422783501. Почтовый индекс: 16352. Телефонный код: +380 4643.

## Власть
Орган местного самоуправления — Дремайловский сельский совет, в подчинении которого также село Будище. Почтовый адрес: 16352, Черниговская обл., Куликовский р-н, с. Дремайловка, ул. Шевченко 181, тел. 2-76-23, 2-76-32 .

## Известные люди, родившиеся в Дремайловке
- Фёдор Ива́нович Корбеле́цкий — русский писатель, волею судеб бывший проводником по Москве у Наполеона во время войны 1812 года.

- Игумения Варвара Архивная копия от 30 июля 2018 на Wayback Machine ( Третьяк Александра Ильинична) — настоятельница Свято-введенского Толгского женского монастыря.

## Галерея

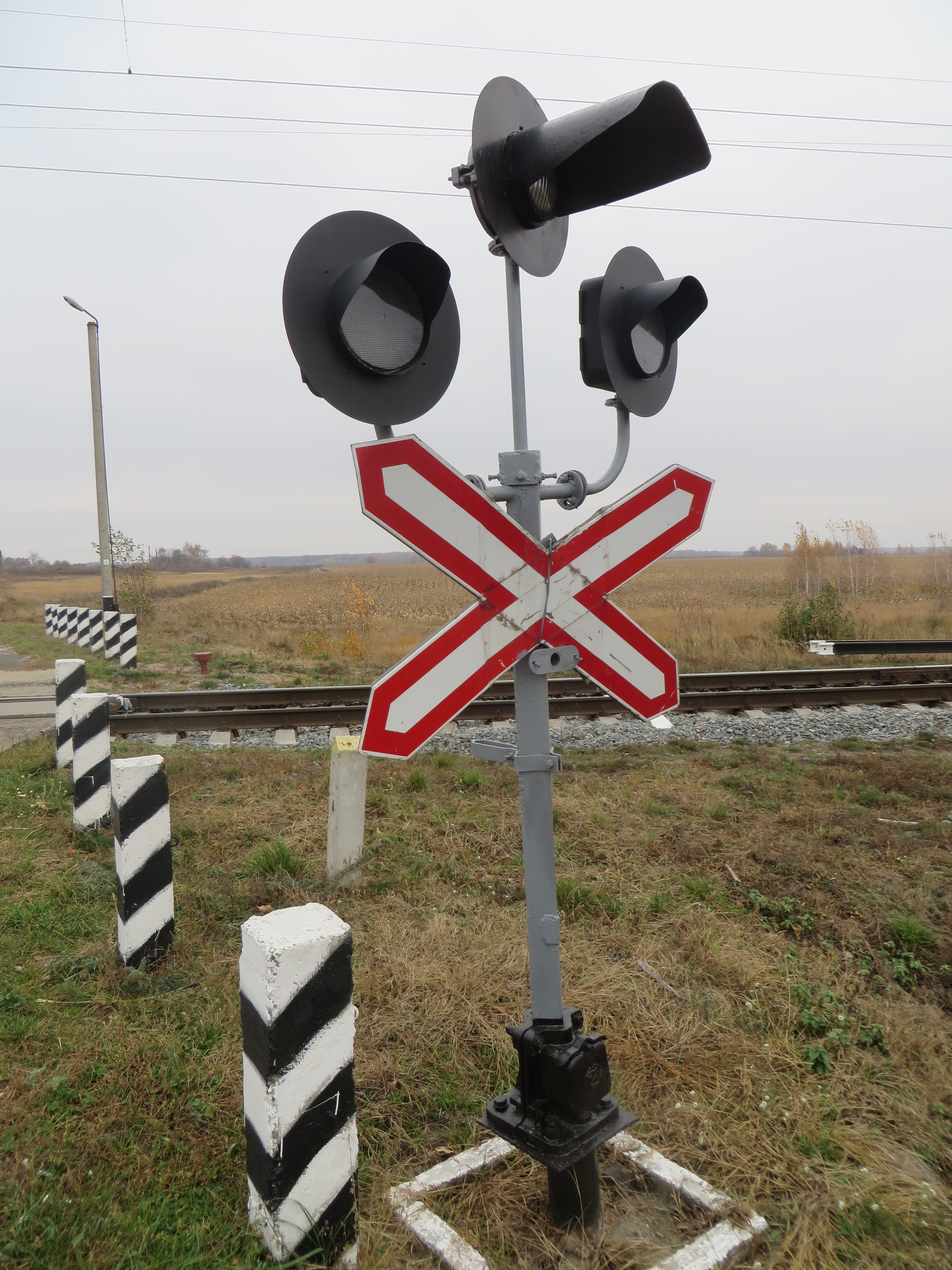
Семафор возле начала села со стороны села Будище.
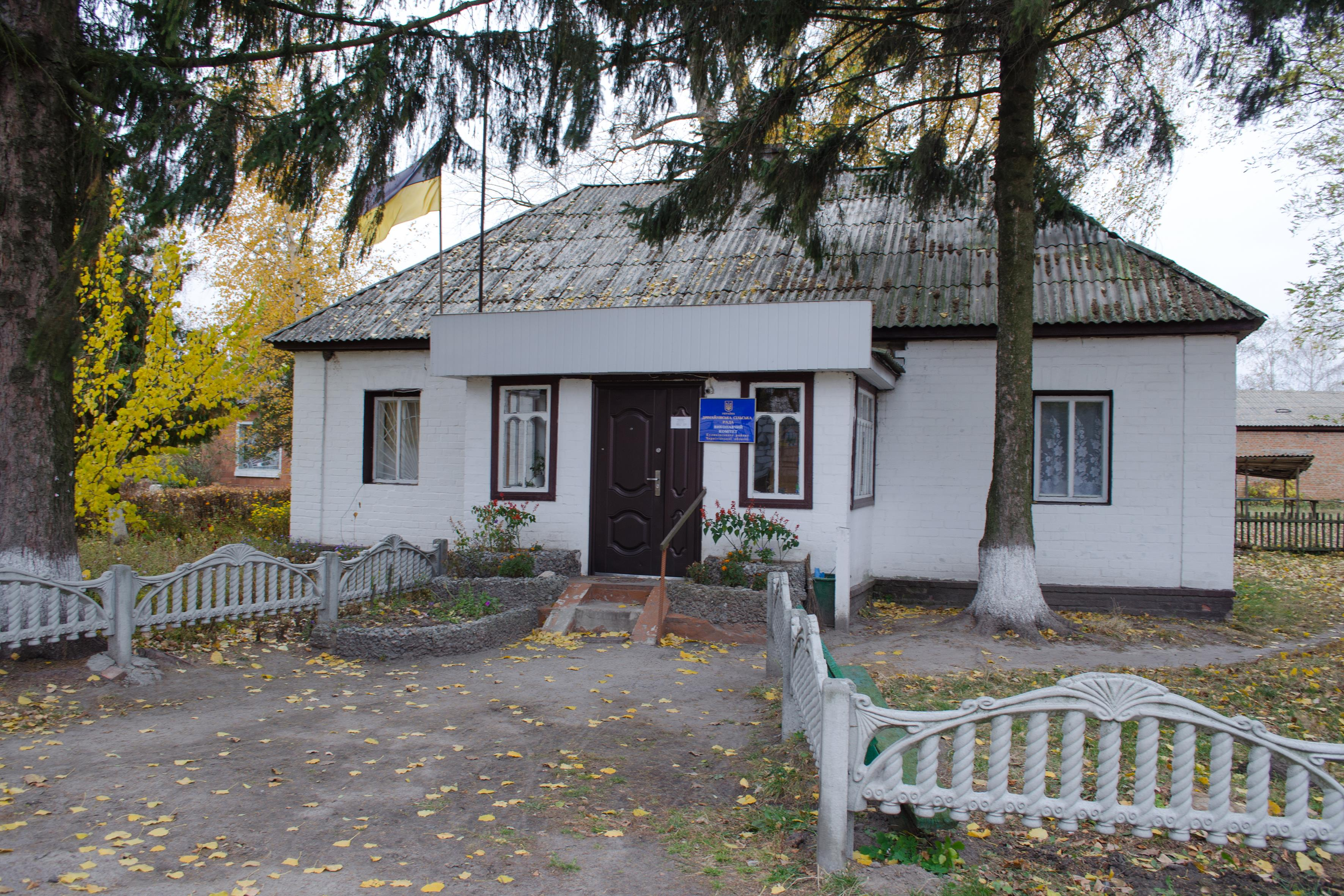
Сельский совет
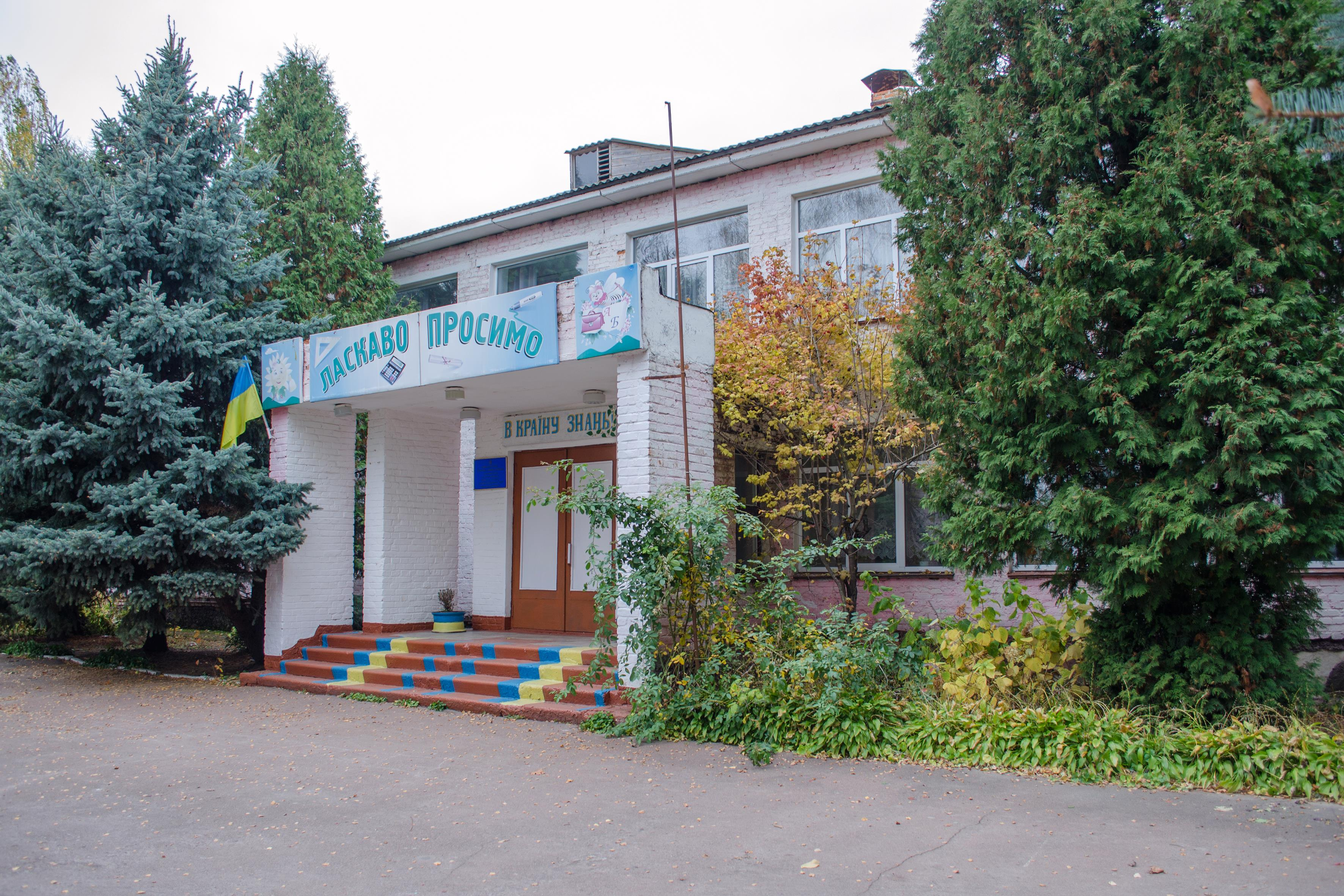
Школа
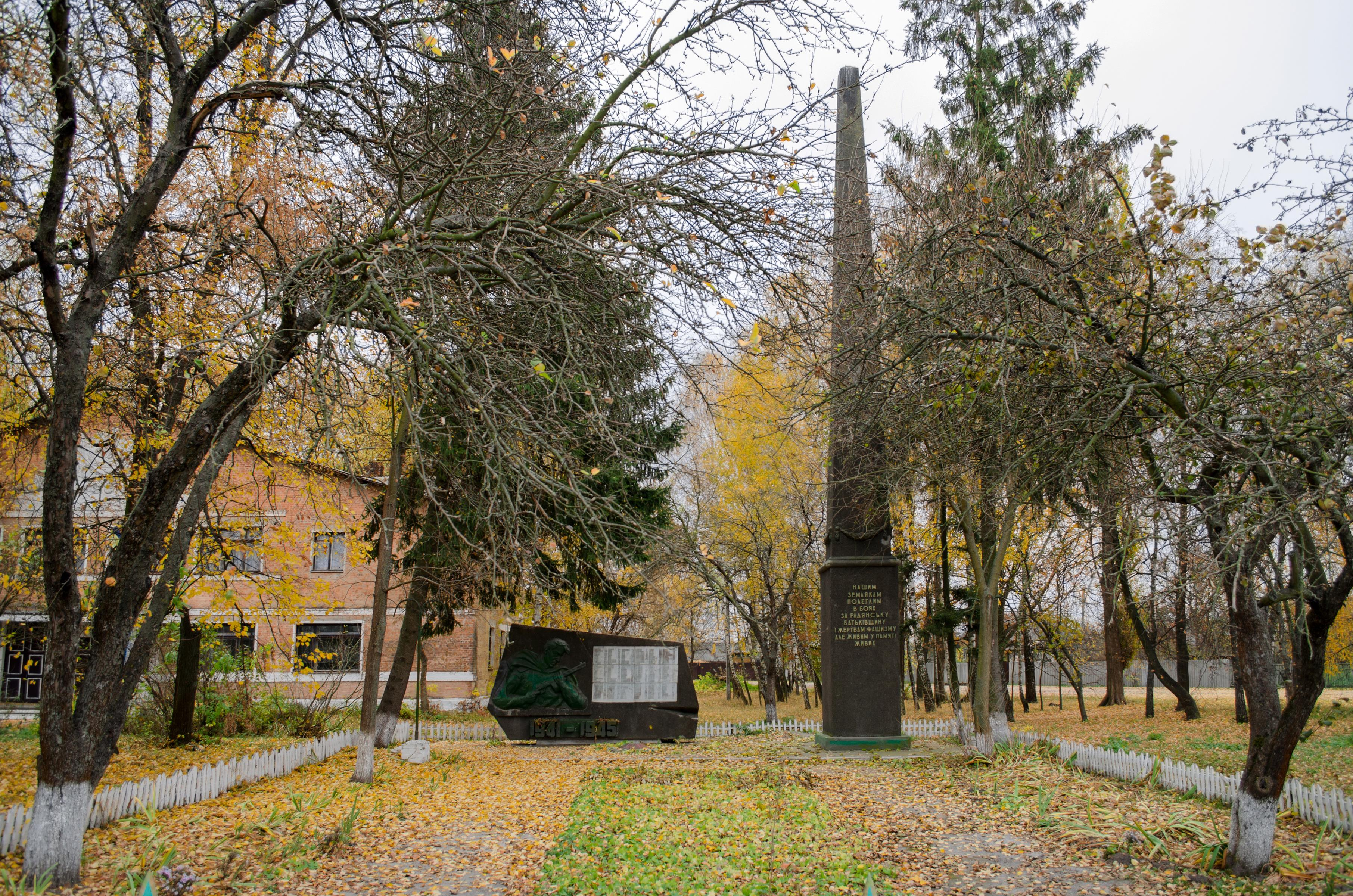
Памятный знак воинам-односельчанам
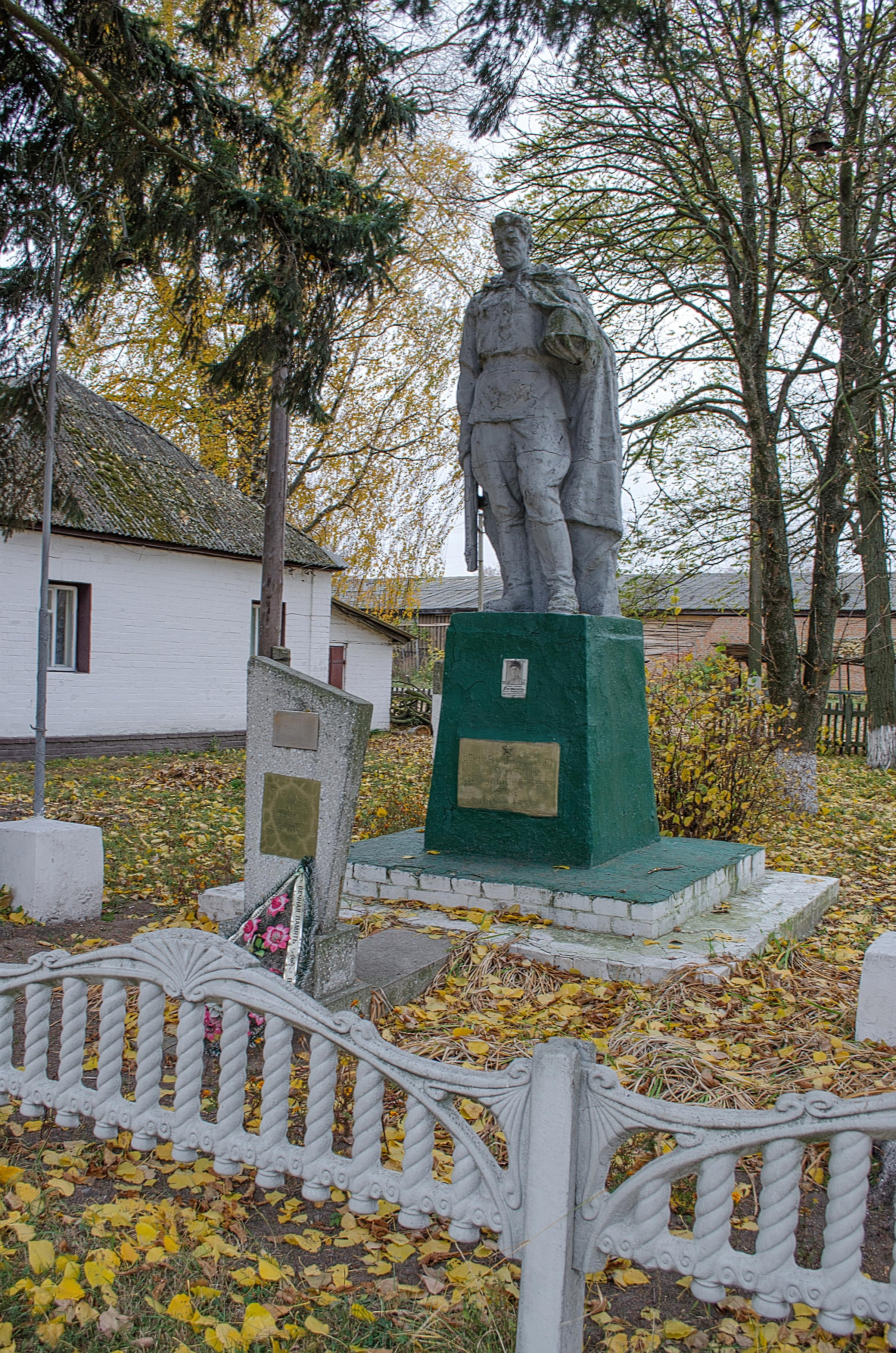
Братская могила
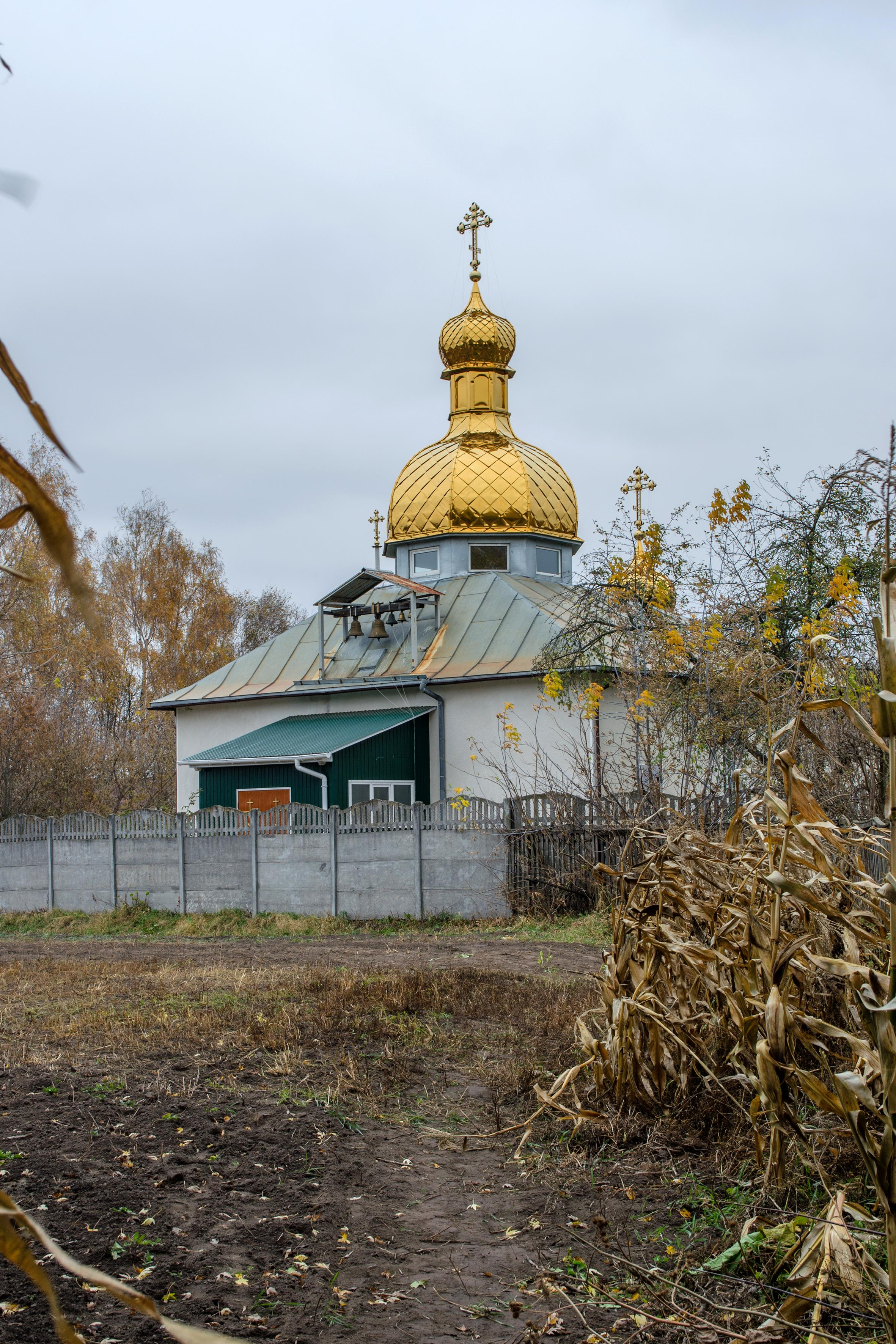
Церковь
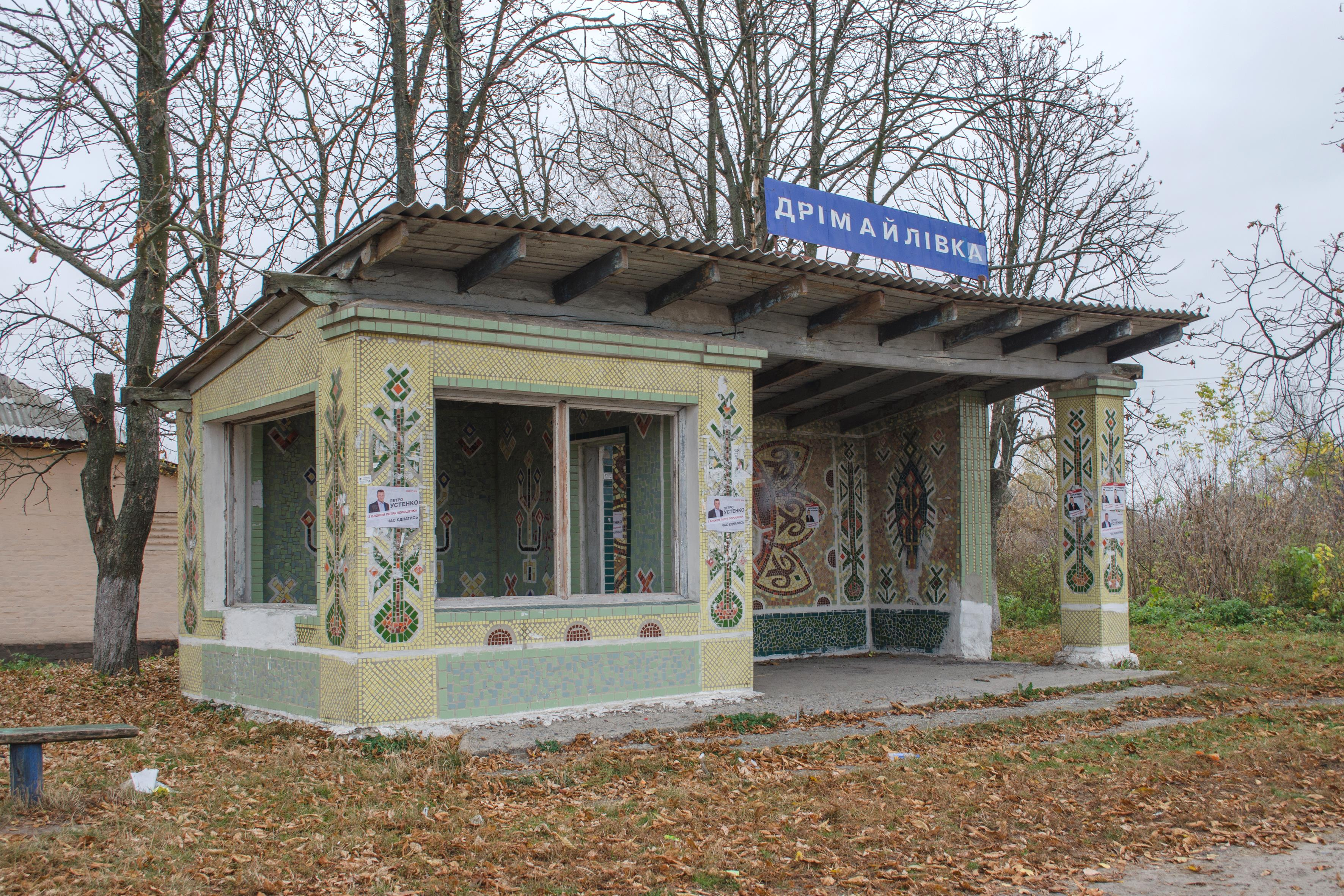
Автобусная остановка
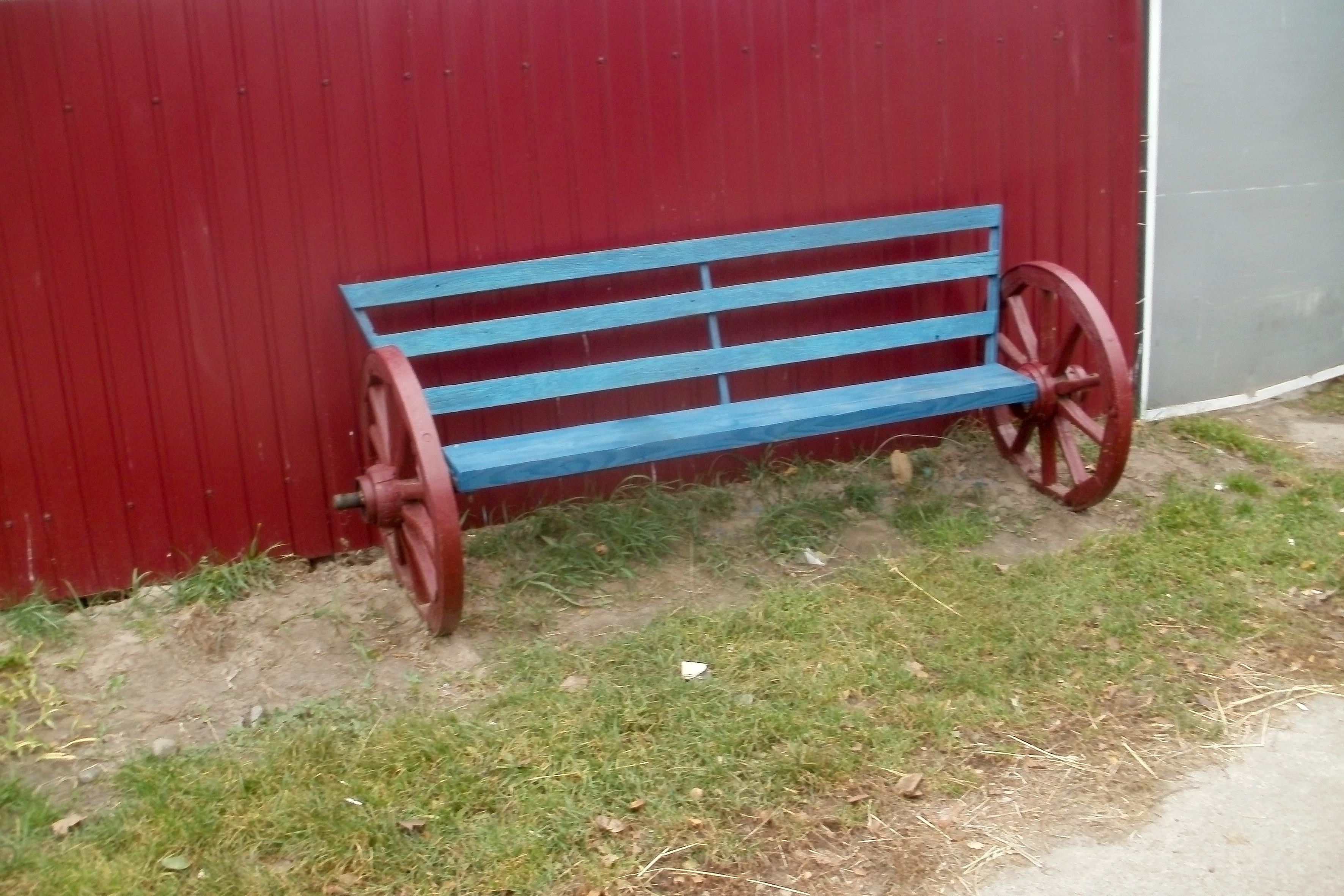
Лавка на колёсах
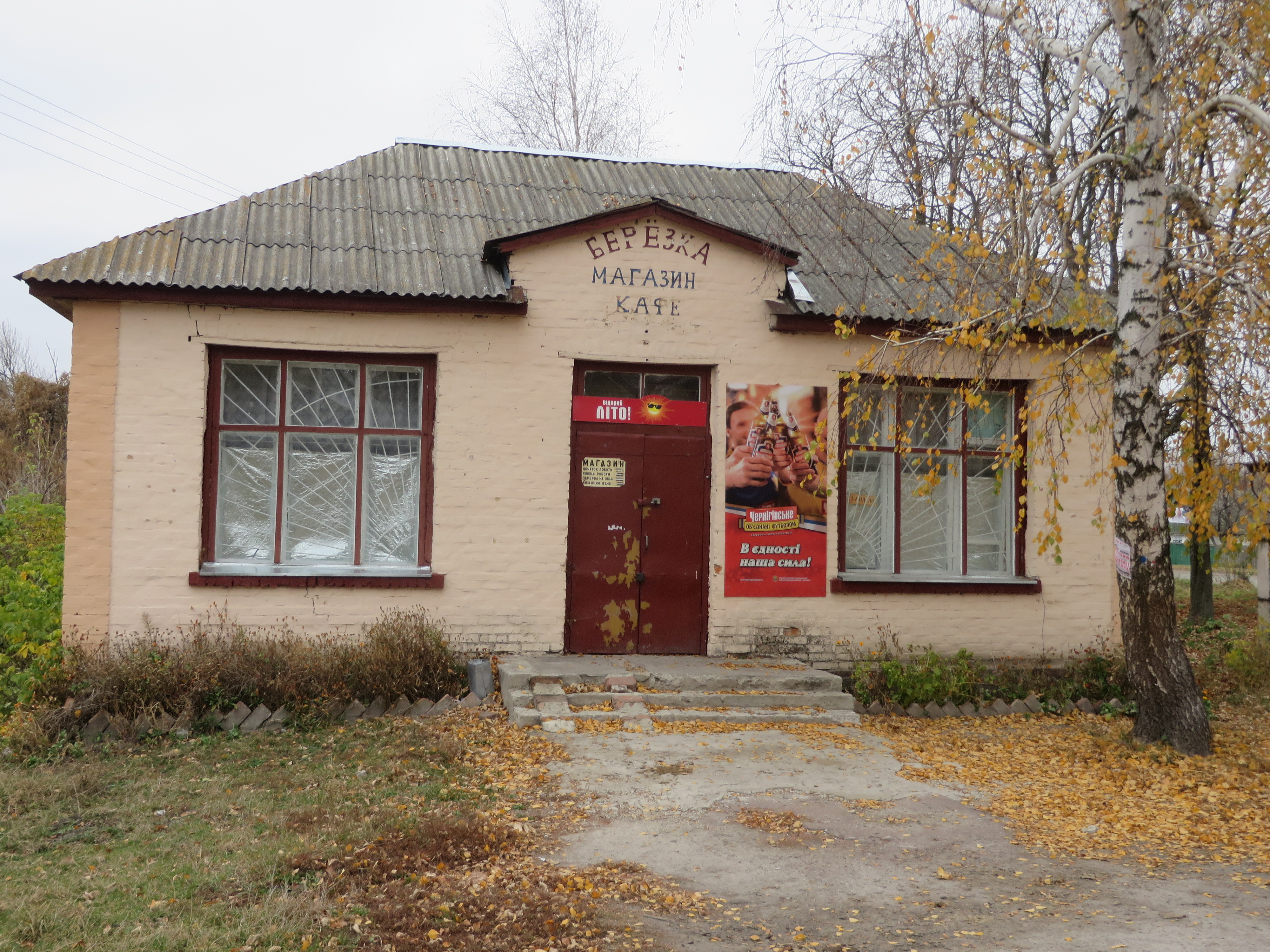
магазин-кафе
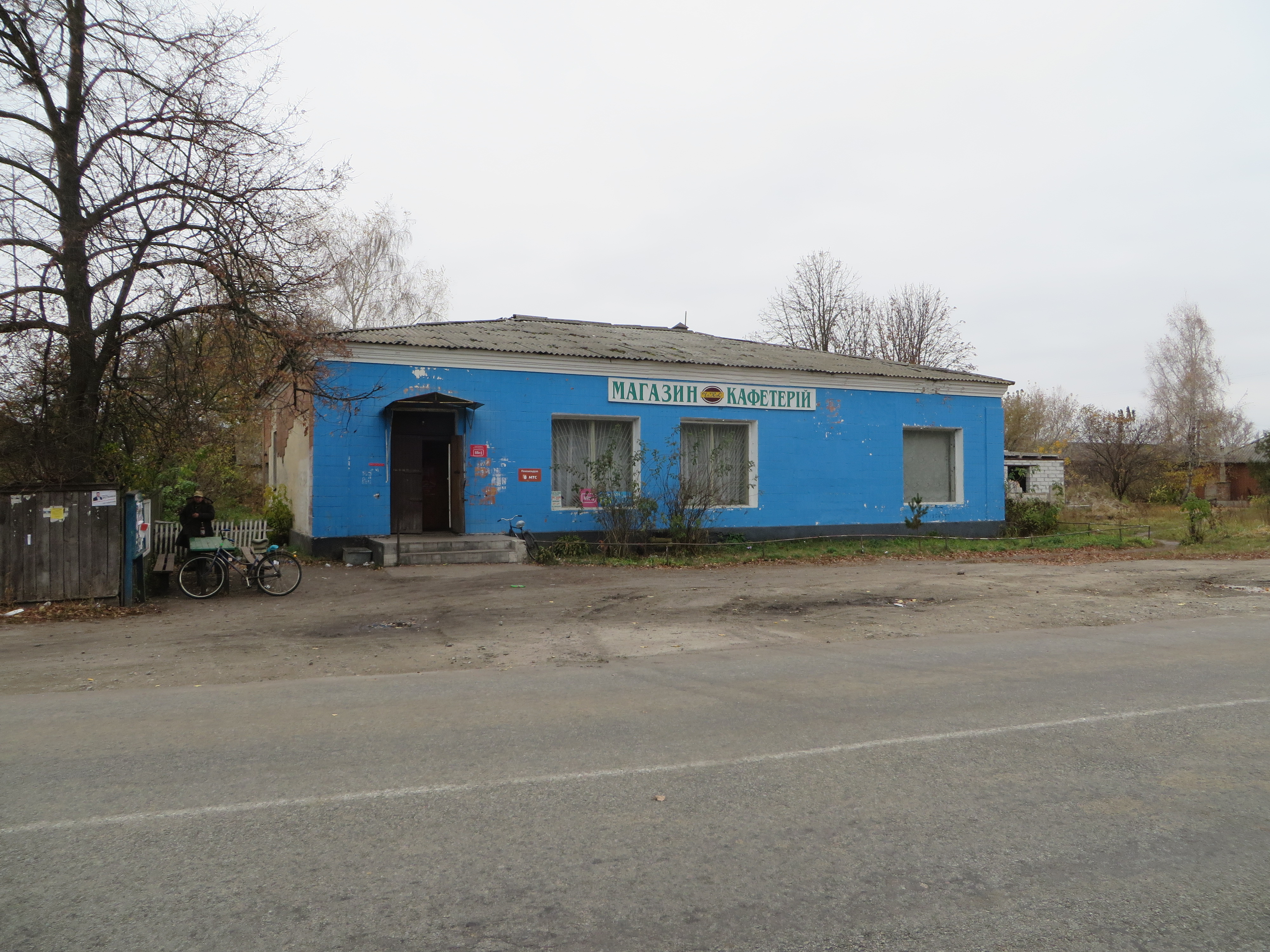
магазин-кафетерий
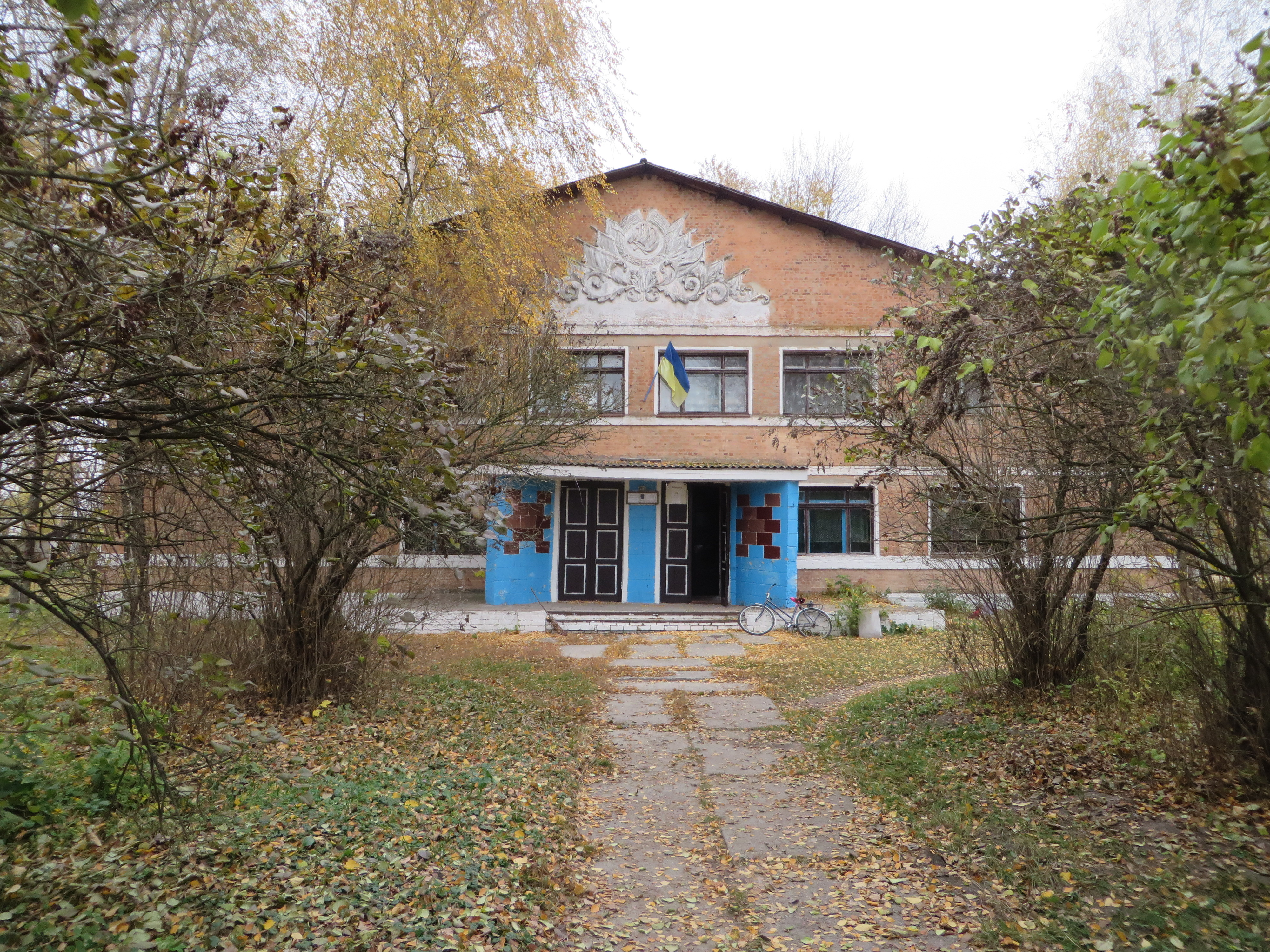
клуб
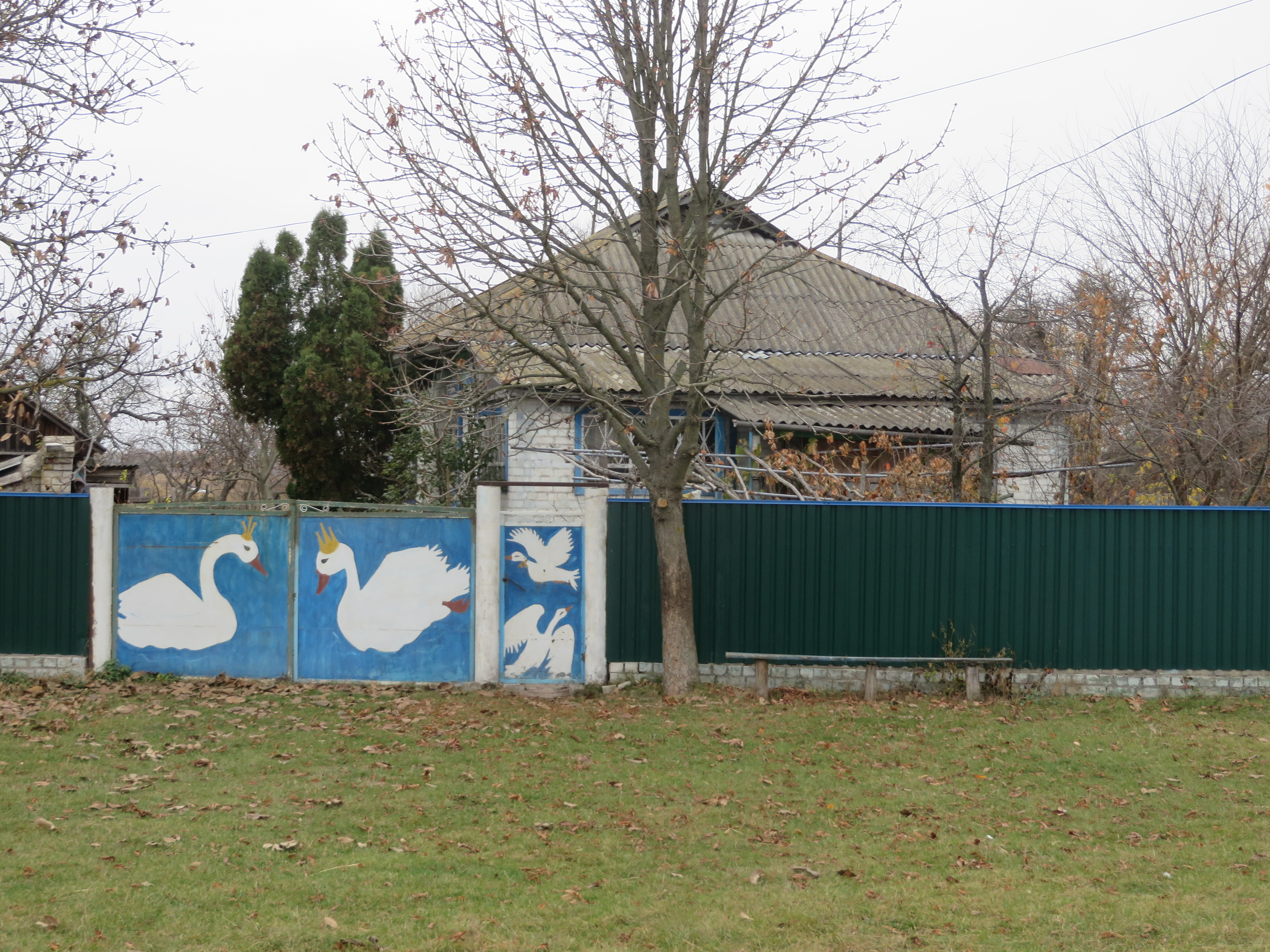
одна из типовых хат на центральной улице
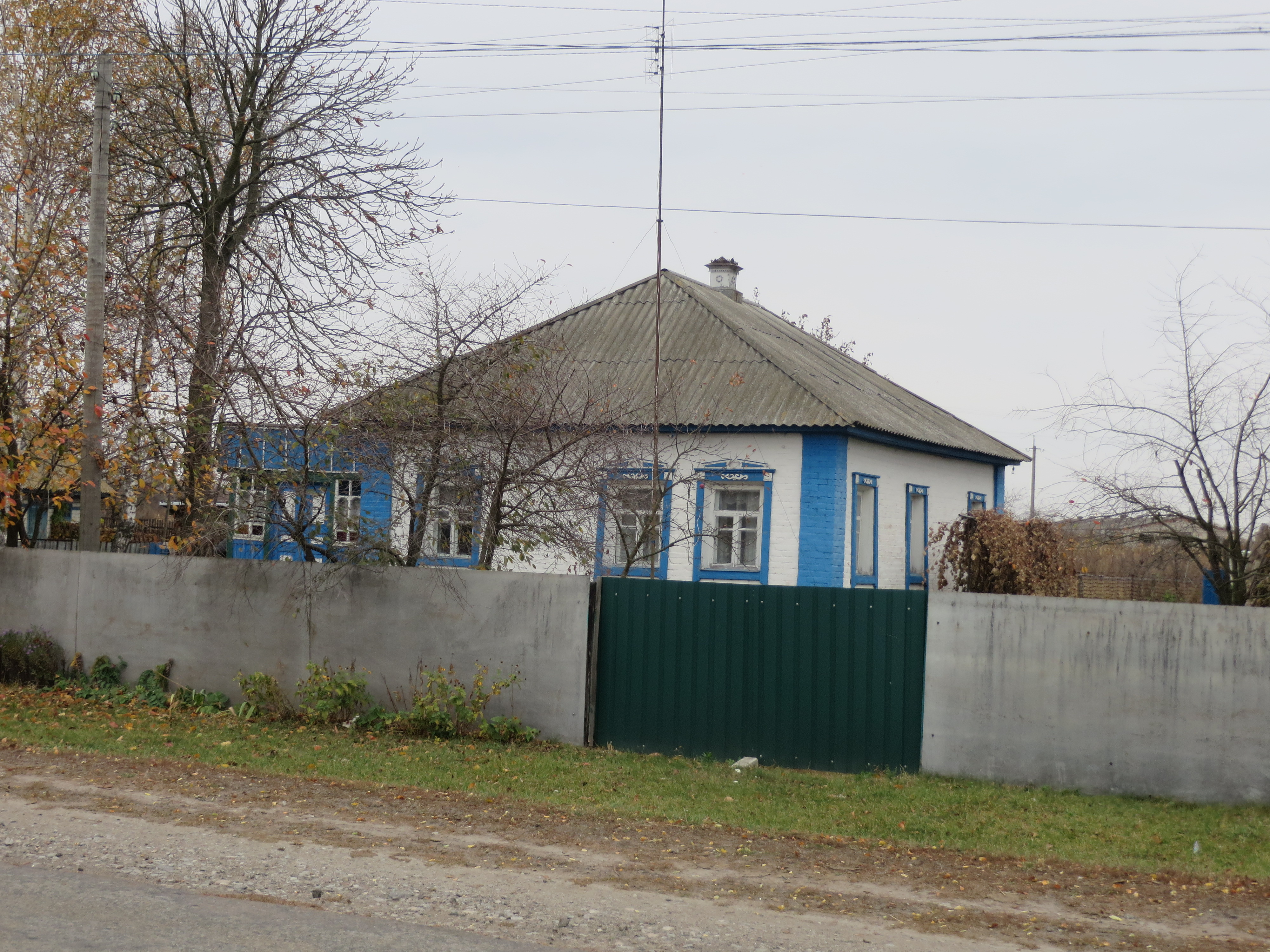
одна из типовых хат на центральной улице